# Ligurischer Apennin

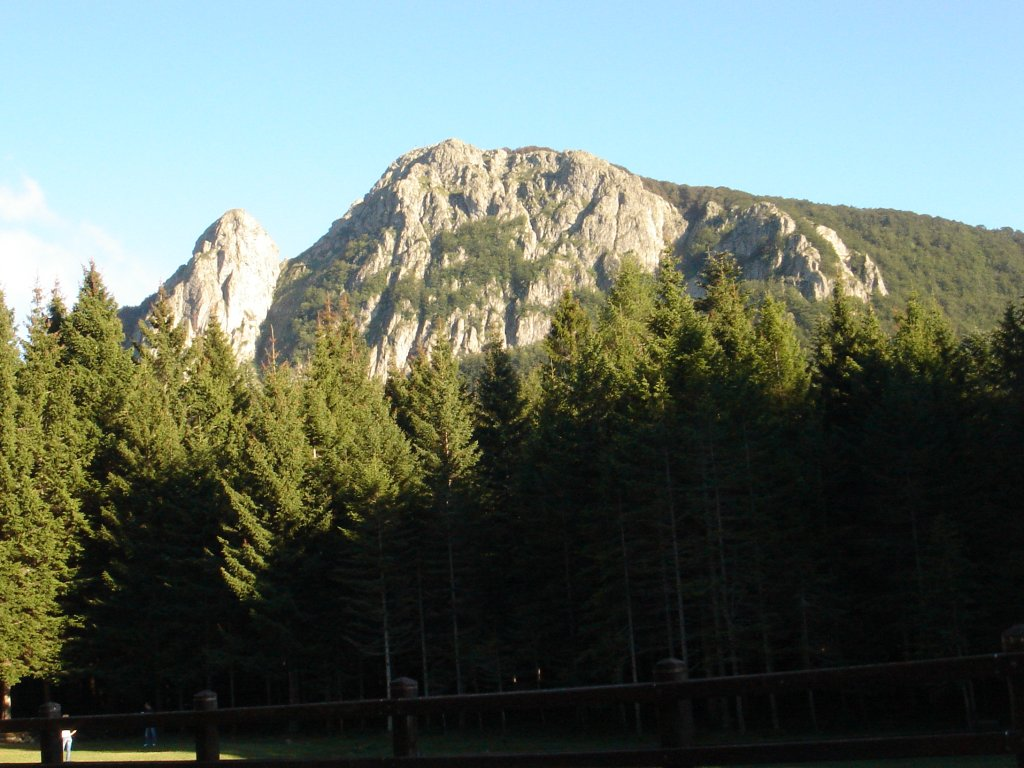
Der Monte Penna

Der Ligurische Apennin ist das nordwestliche Ende des Apennins in Italien. Sein Kamm bildet den östlichen Teil der Grenze zwischen Ligurien im Süden und dem Piemont im Norden. Westlich des Colle di Cadibona (436 m) (nahe Savona) geht er in die zu den Westalpen gehörenden Ligurischen Alpen über.
Der etwa 85 km östlicher gelegene Monte Maggiorasca ist mit 1.803 m die höchste Erhebung des Ligurischen Apennin.

## Berge
Zu den höchsten Gipfeln des Ligurischen Apennins zählen:
- Monte Maggiorasca (1803 m)
- Monte Bue (1776 m)
- Monte Penna (1735 m)
- Monte Lesima (1724 m)
- Monte Ragola (1711 m)
- Monte Aiona (1701 m)
- Monte Ebro (1701 m)
- Monte Chiappo (1699 m)
- Monte Cavalmurone (1670 m)
- Monte Roncalla (1656 m)
- Monte Alfeo (1651 m)
- Monte Carmo (1641 m)
- Monte Gottero (1639 m)
- Monte Antola (1597 m)
- Monte Molinatico (1549 m)
- Monte Oramara (1522 m)
- Monte Zuccone (1423 m)
- Monte Zatta (1404 m)
- Monte Buio (1401 m)
- Monte Ramaceto (1345 m)
- Monte Collere (1289 m)
- Monte Beigua (1287 m)
- Monte delle Figne (1172 m)